# Смирнова, Энгелина Сергеевна
Энгели́на Серге́евна Смирно́ва (4 февраля 1932, Ленинград) — советский и российский историк древнерусского искусства, доктор искусствоведения, профессор. Заслуженный деятель науки Российской Федерации (1995).

## Биография
В 1948—1953 годы обучалась в Ленинградском государственном университете на кафедре истории искусств исторического факультета. По окончании поступила на работу научным сотрудником отдела древнерусского искусства Русского музея (1953—1969 годы). В 1965 году в МГУ защитила кандидатскую диссертацию «Живопись Обонежья XIV—XVII вв.». С 1969 года — главный научный сотрудник отдела истории древнерусского искусства Государственного института искусствознания. В 1979 году в МГУ защитила докторскую диссертацию «Живопись Великого Новгорода. Середина XIII — начало XV в.».
С 1978 года работает в Московском государственном университете на кафедре истории отечественного искусства. В 1988 году ей присвоено учёное звание профессора. Основной курс — «История древнерусского искусства». В 1990-е годы читала лекции в Миланском университете, университете Крита, ряде крупных университетов США.
В 2007 году награждена Макариевской премией. С 2010 года постоянный куратор международной конференции «Актуальные проблемы теории и истории искусства».
Лауреат премии имени М. В. Ломоносова (2010) за научное издание «Смотря на образ древних живописцев… Тема почитания икон в искусстве Средневековой Руси».

## Научные труды
Автор более 150 научных публикаций. Среди них:
- Живопись Обонежья XIV—XVI вв / Редколлегия: В. Н. Лазарев, О. И. Подобедова. АН СССР. Институт истории искусств Министерства культуры СССР. — М.: Наука, 1967. — 188, [12] с. — (Памятники древнерусского искусства). — 5500 экз. (в пер., суперобл.)
- Живопись Великого Новгорода. Середина XIII — начало XV в. М., 1976.
- Живопись Великого Новгорода. XV в. М., 1982. (B соавт. с В. К. Лауриной, Э. А. Гордиенко.)
- Московская икона XIV—XVII веков. Л., 1988. (Вышла также на англ., нем., франц. яз.)
- Лицевые рукописи Великого Новгорода. XV в. М., 1994.
- Fonti della Sapienza. Le miniature di Novgorod del XV secolo. Milano, 1996.
- La pittura russa. T. 1. Milano, 2001. (B соавт. с В. Д. Сарабьяновым)
- Иконы Северо-Восточной Руси. Ростов, Владимир, Кострома, Муром, Рязань, Москва, Вологодский край, Двина. Середина XIII — середина XIV века // Центры художественной культуры средневековой Руси. М., 2004.
- «Смотря на образ древних живописцев…» Тема почитания икон в искусстве Средневековой Руси. М., 2007.